# مجله خودرویی

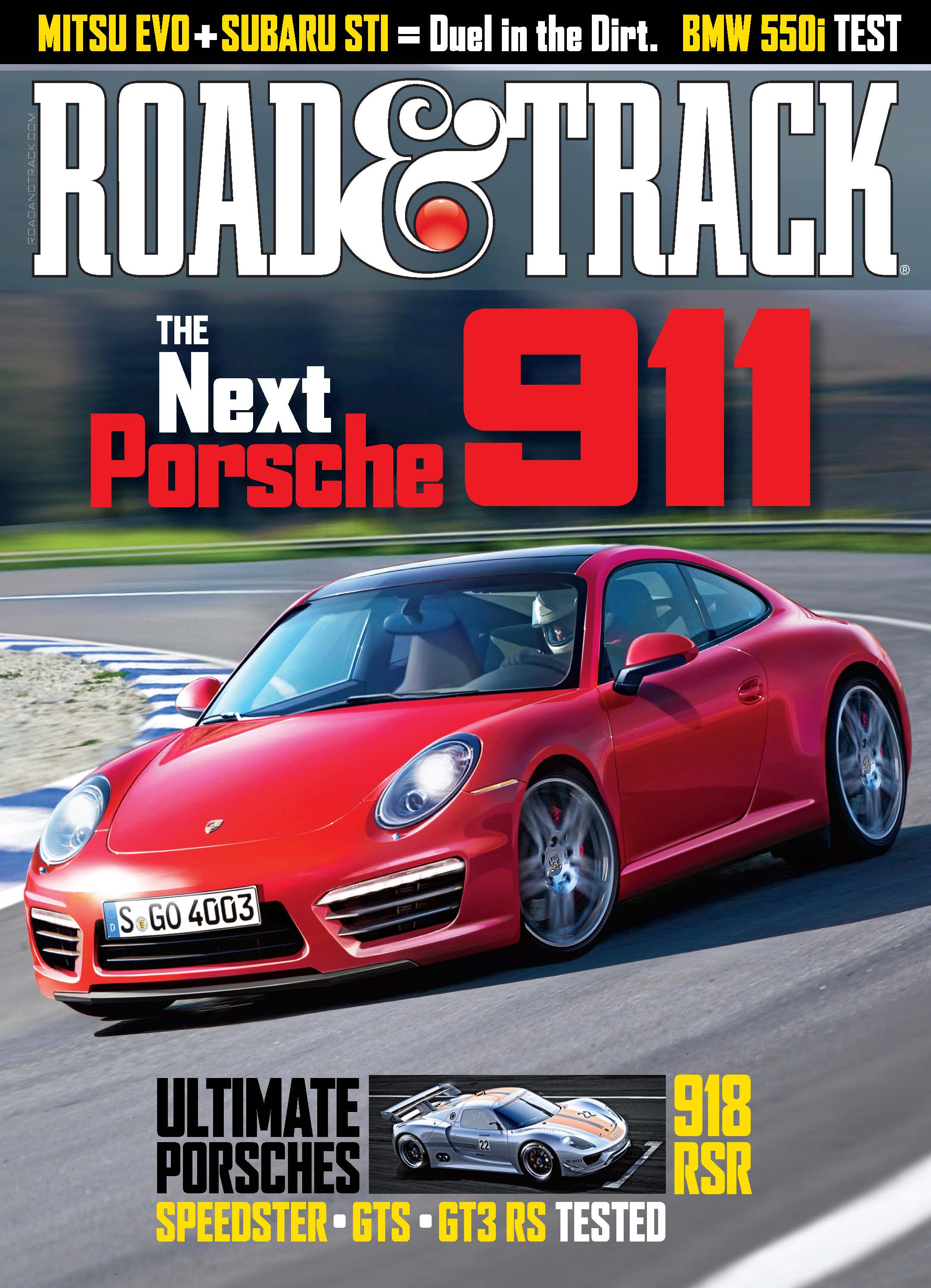
مجله خودرویی شامل تمامی موارد مربوط به موتوری، ظاهری و فنی خودرو تست و بررسی و عکسهای جذاب مربوط به خودروها می باشد تا خریداران به راحتی بتوانند مقایسه و انتخاب کنند.

مجله خودرو (انگلیسی: Automobile magazine) مجله ایست که شامل اخبار و گزارهای مرتبط با خودرو و صنعت خودروسازی می‌باشد.
این مجلات ممکن است به انتشار اخبار مرتبط با خودروهای جدیدی که تازه به بازار عرضه شده‌اند بپردازد و آنها را به تست و چالش بکشد. تست‌هایی که خودروهایی با مدل‌ها و تیپ‌های مشابه را بایکدیگر مقایسه کرده و برتری‌ها و ایراداتشان را معرفی می‌کند. سایر اطلاعاتی که عموماً در این قبیل مجلات چاپ می‌شوند شامل گمانه زنی‌ها راجع به خودروهایی که هنوز عرضه نشده‌اند، ارائه لیست قیمت خودرو، اخبار اتوموبیل رانی و سایر اطلاعات مشابه می‌باشد. نخستین مجلات خودرویی به سال ۱۸۹۵ در سالهای اولیه ای که خودروسازی پا گرفته بود به چاپ رسیدند. مجله آمریکایی عصر بدون اسب که بعدها تحت عنوان صنایع خودروسازی (مجله) و مجله اتوموبیل جزو دو مجله بسیار قدیمی خودروسازی می‌باشند که تا امروز به چاپ می‌رسند.